# Parcul Național Sevan
Parcul Național Sevan este unul dintre cele 4 parcuri naționale protejate din Armenia, fondat în 1978 pentru a proteja Lacul Sevan și zonele înconjurătoare. Se află sub jurisdicția Ministerului Protecției Naturii⁠(d) și include un centru de cercetare, care monitorizează ecosistemele și efectuează diverse măsuri de conservare. Tot conducerea sa reglementează și permisele de pescuit pe lac.

## Fauna

### Mamifere
Cunoștințele științifice despre mamiferele din bazinul Sevan sunt destul de sărace și fragmentare. Se vorbește de obicei despre prezența lupului, șacalului, vulpii, jderului, pisicii sălbatice, iepurelui și unor mici rozătoare.

### Avifauna

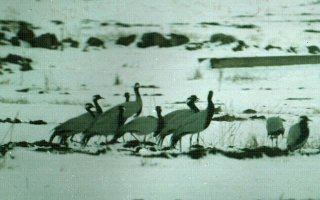
Cocori

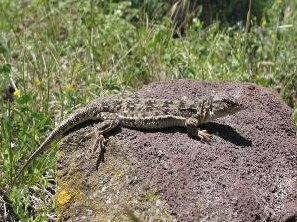
Eremias arguta transcaucasica

Lacul Sevan și împrejurimile sale sunt bogate în avifaună. Sunt consemnate până la 267 de specii de păsări în bazinul Sevan. Păsările prezente pot fi grupate în ordinele: Podicipediformes, Pelecaniformes, Phoenicopteriformes, Falconiformes, Anseriformes, Galliformes, Gruiformes, Charadriiformes, Columbiformes, Cuculiformes, Strigiformes, Caprimulgiformes, Apodiformes, Coraciiformes, Piciformes, și Passeriformes. 39 de specii sunt incluse în Cartea Roșie a Armeniei. Există și o specie endemică, cea a pescărușului armenesc⁠(d) (Larus armenicus).

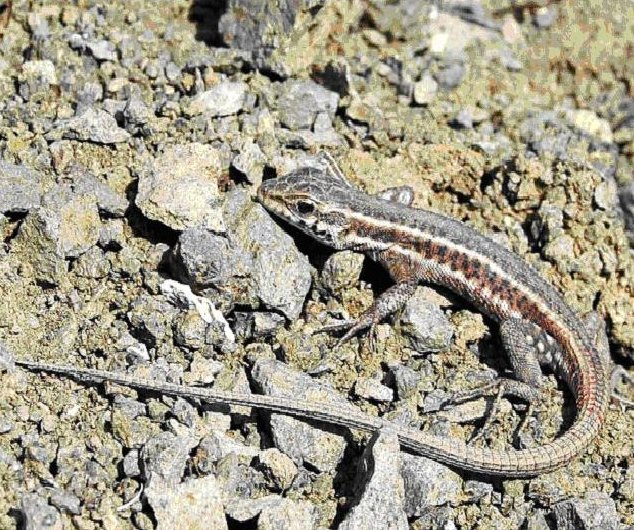
Parvilacerta parva Boulenger

### Herpetofauna
În valea râului Masrik, se găsesc următoarele specii de reptile și amfibieni: Bufo viridis, Hyla arborea, Rana ridibunda, Rana macrocnemis⁠(d), Paralaudakia caucasia⁠(d), Anguis fragilis, Eremias arguta, Lacerta agilis, Lacerta strigata, Parvilacerta parva, Darevskia unisexualis, Darevskia valentini, Platyceps najadum⁠(d), Hemorrhois ravergieri⁠(d), Coronella austriaca, Eirenis punctatolineatus⁠(d), Natrix natrix, Natrix tessellata, Viperă de stepă.

### Ihtiofaună
Râul Masrik și afluenții săi curg prin apropierea unor zonele urbane. Râul este de mare importanță, deoarece este un loc de depunere a icrelor pentru specii endemice ca păstrăvul de Sevan⁠(d) (Salmo ischchan), Capoeta capoeta⁠(d) sevangi și mreana de Gokcea⁠(d) (Barbus goktschaicus). Puii acestor specii locuiesc în râurile menționate până la vârsta de un an. Această perioadă este foarte importantă pentru supraviețuirea viitoare a speciei. Păstrăvul de Sevan și mreana de Gokca sunt incluse în Lista Roșie⁠(d) a Armeniei ca specii pe cale de dispariție.

### Nevertebrate terestre
Sunt 55 de grupuri de nevertebrate, în principal arthropode, moluște, crustacei, arahnide etc. Există câteva zeci de specii endemice, din care 44 coleoptere, 2 lepidoptere, 2 orthoptera, 2 moluște. Nu există nicio Carte Roșie a Armeniei pentru nevertebrate. În Cartea Roșie a URSS, erau 12 specii de arthropode, din care 6 fluturi, 5 hymenoptere și 1 greiere. În Lista Roșie a IUCN, sunt 4 specii de nevertebrate din bazinul Sevan, dintre care una este inclusă în lista Convenției privind Conservarea vieții Sălbatice Europene și a Habitatelor Naturale⁠(d) (Berna).

## Flora

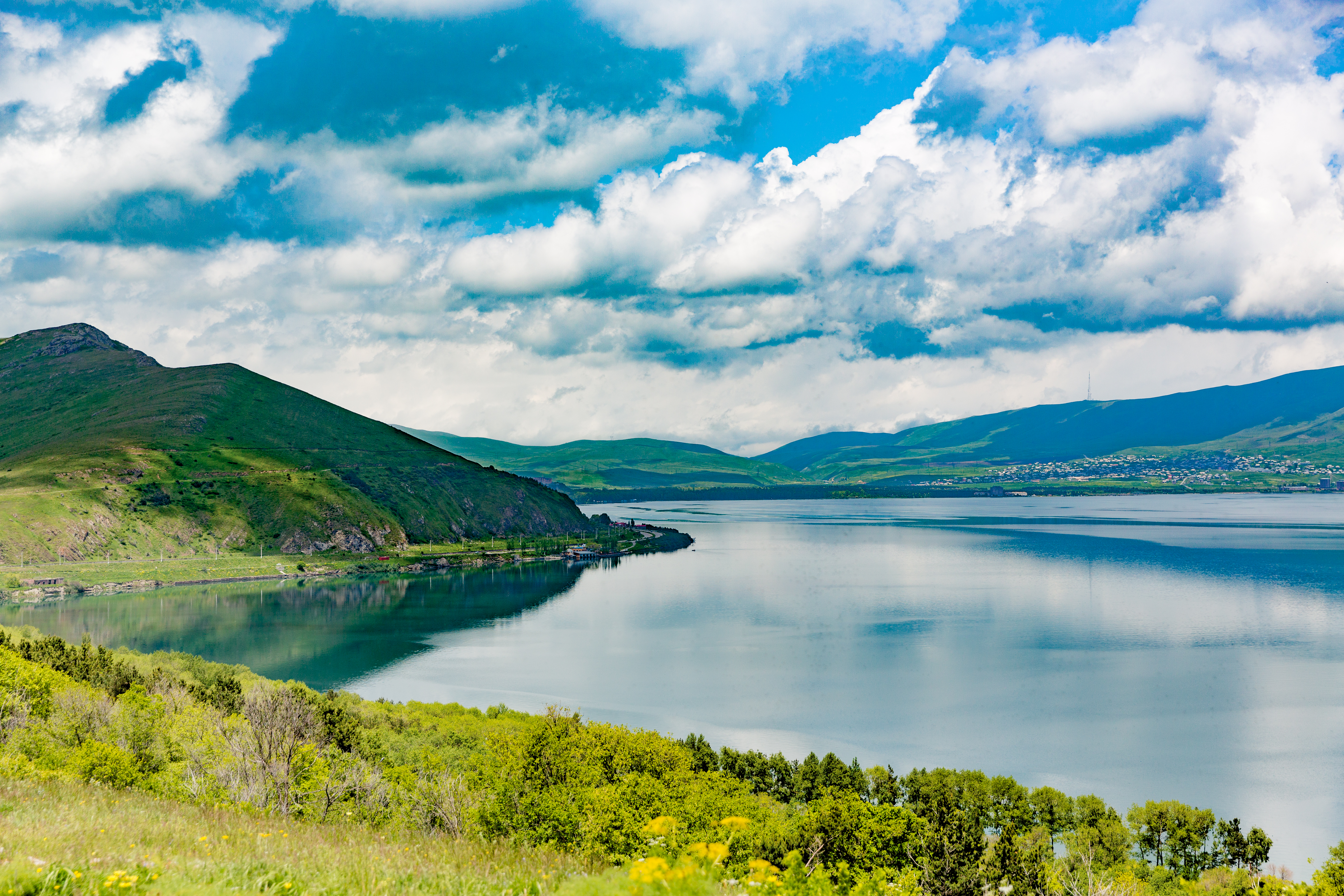
Lacul Sevan și parcul în iunie 2016

Bazinul lacului Sevan este un punct de răscruce între centura floristică de mezofile și cea de xerofile armeano-iraniană. Pe teritoriul Parcului Național Sevan, se pot întâlni 1145 de specii de plante vasculare, și în centura de protecție – 1587 specii. Flora parcului este reprezentată de 28 de specii de copaci, 42 de specii de arbuști, 866 plante perene și 307 specii de plante anuale și bienale. Pe teritoriul Parcului Național Sevan și al centurii de protecție, care include și Vardenis, se găsesc 23 de plante endemice din Armenia, dintre care 13 sunt endemice în zona floristică Sevan. Numai pe teritoriul Parcului Național Sevan, se găsesc 3 specii endemice în Armenia și 5 în Sevan. 17 specii sunt incluse în Cartea Roșie a Armeniei (în centura de protecție sunt 48). Pe teritoriul Parcului Național Sevan și al centurii de protecție, aproximativ 60 de plante pot fi folosite pentru scopuri medicinale. Peste 100 sunt comestibile.